# NGC 3418
NGC 3418 is een balkspiraalstelsel in het sterrenbeeld Kleine Leeuw. Het hemelobject werd op 11 april 1785 ontdekt door de Duits-Britse astronoom William Herschel.

## Synoniemen
- UGC 5963
- MCG 5-26-23
- ZWG 155.30
- PGC 32549